# Karl Reinhard (Schriftsteller)
Karl Reinhard (* 20. August 1769 in Helmstedt; † 24. Mai 1840 in Zossen) war Herausgeber der Werke Gottfried August Bürgers, des Göttinger Musenalmanachs, Schriftsteller und Polyhistor.

## Leben
Reinhard studierte zunächst an der Universität Helmstedt, wo sein Vater Stallmeister war.
1789 wurde er von Christian Friedrich zu Stolberg-Wernigerode als Hofmeister der jungen Grafen angestellt. In Wernigerode lernte er den mit Christian Friedrich befreundeten Dichter Johann Wilhelm Ludwig Gleim kennen und fand Zugang zu dessen Kreis. Dort schloss er auch eine enge Freundschaft mit Johann Gottfried Richter (1762–1791), einem jungen Autor, der allerdings mit noch nicht 30 Jahren 1791 starb. Reinhard gab 1795 seinen literarischen Nachlass heraus.
Ab 1792 war Reinhard Privatdozent in Göttingen, wo er Vorlesungen über deutsche Stilistik hielt.
In Göttingen lernte er Gottfried August Bürger kennen, der ihm zum Freund und Vorbild wurde. Nach dessen Tod 1794 wurde er zum Herausgeber der Werke und des Nachlasses Bürgers und zum Nachfolger Bürgers als Herausgeber des „Musenalmanachs“. 1812 veröffentlichte er anonym eine Dokumentensammlung zur Verteidigung Bürgers in Zusammenhang mit dessen unglücklich verlaufener Ehe mit Elise Hahn (Bürger’s Ehestands-Geschichte).
1807 verließ Reinhard Göttingen und lebte von 1807 bis 1811 in Ratzeburg, danach bis 1824 in Hamburg und Altona, ab 1824 in Berlin und Potsdam und zuletzt in Zossen.
Reinhard nannte sich ab Mitte der 1820er Jahre „Karl von Reinhard“. Eine Nobilitierung ist nicht nachweisbar.
Reinhard war ungeheuer produktiv. Als Dichter stand er vor allem in jungen Jahren dem Göttinger Hain nahe und veröffentlichte drei Bände mit durchaus eigenständiger Lyrik. In Anthologien ist er heute noch mit galanten und Liebesgedichten repräsentiert. Ein Beispiel für seine Liebeslyrik ist das folgende, an eine von ihm mehrfach bedichtete Elisa gerichtete Triolett aus dem Jahr 1791:
Mädchen, gib mein Herz zurück,

Oder schenke mir das deine!

Kannst du sehen, wie ich weine:

Mädchen, gib mein Herz zurück!

Herz um Herz und Glück um Glück,

Oder Jeglichem das Seine!

Mädchen, gib mein Herz zurück,

Oder schenke mir das deine!
Er war Herausgeber der Werke von Bürger und des Göttinger Musenalmanachs sowie diverser Reihen und Schriften, übersetzte aus dem Englischen und Französischen, publizierte Beiträge in zahlreichen Zeitschriften und verfasste zwei mehrbändige populärwissenschaftliche Werke.

## Werke (Auswahl)
- Ueber die jüngsten Schicksale der alexandrinischen Bibliothek. Göttingen 1792.
- Gedichte. Bde. 1 u. 2, Dieterich, Göttingen 1794.
- Erste Linien eines Entwurfs der Theorie und Literatur des Deutschen Styles. Göttingen 1796.
- Neue Gedichte Münster 1803.
- Der Bund bei Alcala. Ein romantisches Schauspiel in fünf Aufzügen. E. A. Fleischmann, München 1810, Digitalisat
- Deutsches Handwörterbuch für die Geschäftsführung, den Umgang und die Lectüre. 3 Bde. Hammerich, Altona 1817 (Bearbeitung der 2. Auflage. 1. Auflage in 2 Bdn. Leipzig 1805–1806 von Christian Friedrich Traugott Voigt).
- (anonym) Bürger’s Ehestands-Geschichte. Berlin & Leipzig, tatsächlich Hamburg 1812.
- Gedichte. Neue Ausgabe. Johann Friedrich Hammerich, Altona 1819, Digitalisat.
- Handbuch der allgemeinen Weltgeschichte bis auf die neueste Zeit. Schüppel, Berlin 1828.
- Romantische Erzählungen und Novellen. Schüppel, Berlin 1829.
- Norddeutsche Mährchen und Sagen. Erster Theil. Sagen und Mährchen aus Potsdams Vorzeit. Stuhr, Potsdam 1841. 3. Auflage. Mit Ergänzungen von Wilhelm Riehl. J. Rentel, Potsdam 1869 Digitalisat

als Herausgeber:
- Johann Gottfried Richter: Literarischer Nachlass. Korte, Flensburg & Leipzig 1795.
- Göttinger Musenalmanach. 1795–1806.
- Kleine Romanen-Bibliothek. Göttingen 1798–1802.
- Gottfried August Bürger:
  - Gedichte. 2 Tle. Dieterich, Göttingen 1796, 1803.
  - Sämmtliche Schriften. 4 Tle. Dieterich, Göttingen 1796–1798.
  - Lehrbuch der Ästhetik. Schüppel, Berlin 1825.
  - Lehrbuch des Deutschen Styles. Schüppel, Berlin 1826.
  - Ästhetische Schriften. Berlin 1832.
  - Sämmtliche Werke. 9 Bde. Ignaz Klang, Wien 1844.